# Tankové eso
Tankové eso je čestné označení tankisty, který zničil alespoň pět nepřátelských strojů. Termín eso byl převzat od letectva a v souvislosti s tankisty je nejčastěji používán pro elitní tankisty z druhé světové války.
Jako tanková esa jsou nejčastěji označováni především němečtí tankisté druhé světové války, kteří si připsali často více než 100 zničených nepřátelských strojů. Výjimeční muži ovšem působili i v ostatních armádách a jejich výkony jsou o to obdivuhodnější, že často nedisponovali špičkovou technikou jako Němci. Muži, kteří se mohou honosit titulem tankového esa, měli společný dokonalý cit pro svůj stroj a schopnost rychlé reakce na měnící se bojové podmínky.
Významná tanková esa druhé světové války:
- Otto Carius (Německo)
- Kurt Hartrampf (Německo)
- Alois Kalls (Německo)
- Kurt Knispel (Německo)
- Dmitrij Lavriněnko (SSSR)
- Roman Orlik (Polsko) - první tankové eso
- Lafayette G. Pool (USA)
- Sydney Valpy Radley-Walters (Kanada)
- Hans-Bobo von Rohr (Německo)
- Hans Weiss (Německo)
- Michael Wittmann (Německo)
- Stěpan Vajda (Československo)
- Ján Ivanco (Československo)
- Rudolf Jasiok (Československo)
- Vladimír Palička (Československo)
- Mateusz Lach (Polsko)
- Pierre Billotte (Francie)
- Jean-Léonard Krokenberger (Francie)
- Norman Plough (Velká Británie)
- Creighton Abrams (USA)
- Börje Brotell (Finsko)
- Ervin Tarczay (Maďarsko)
- Cvika Greengold (Izrael)